# Wahlkreis Yvelines X
Der Wahlkreis Yvelines ist seit 1986 ein Wahlkreis (französisch circonscription électorale) für die französische Nationalversammlung.

## Von 1986 bis 2010

### Wahlkreisgebiet
Gesetz vom 24. November 1986 – Der Wahlkreis umfasst 4 Kantone: Montfort-l’Amaury, Rambouillet, Saint-Arnoult-en-Yvelines und Maurepas (ohne die Gemeinden Elancourt und La Verrière).

### Ergebnisse

#### Parlamentswahl 1997
| Kandidaten                  | Kandidaten              | Parteien                                 | 1. Wahlgang | 1. Wahlgang | 2. Wahlgang | 2. Wahlgang |
| Kandidaten                  | Kandidaten              | Parteien                                 | Stimmen     | %           | Stimmen     | %           |
| --------------------------- | ----------------------- | ---------------------------------------- | ----------- | ----------- | ----------- | ----------- |
|                             | Christine Boutingewählt | UDF – Union pour la démocratie française | 16.867      | 28,6        | 33.915      | 54,9        |
|                             | Anny Poursinoff         | VEC – Les Verts                          | 14.290      | 24,2        | 27.844      | 45,1        |
|                             | Jacques Michel          | FN – Front national                      | 8.311       | 14,1        |             |             |
|                             | Henri Pailleux          | RPR – RPR Dissident                      | 8.179       | 13,9        |             |             |
|                             | Christian Beaumanoir    | PCF – Parti communiste français          | 4.783       | 8,1         |             |             |
|                             | Michel Haye             | ECO – Mouvement écologiste indépendant   | 3.615       | 6,1         |             |             |
|                             | Jean-Louis Desvaud      | DIV – Union pour la semaine de 4 jours   | 1.354       | 2,3         |             |             |
|                             | Anne-Lise Melquiond     | DIV – Écologie citoyenne                 | 1.139       | 1,9         |             |             |
|                             | Max Rieu                | DVG – Unabh.                             | 390         | 0,7         |             |             |
| Gesamt                      | Gesamt                  | Gesamt                                   | 58.928      | 100         | 61.759      | 100         |
|                             |                         |                                          |             |             |             |             |
| Ungültige Stimmen           | Ungültige Stimmen       | Ungültige Stimmen                        | 2.766       | 4,5         | 3.464       | 5,3         |
| Wähler                      | Wähler                  | Wähler                                   | 61.694      | 69,0        | 65.223      | 73,0        |
| Wahlberechtigte             | Wahlberechtigte         | Wahlberechtigte                          | 89.369      |             | 89.341      |             |
|                             |                         |                                          |             |             |             |             |
| Quelle: Assemblée nationale |                         |                                          |             |             |             |             |

#### Parlamentswahl 2002
| Kandidaten                                                            | Kandidaten              | Parteien                                    | 1. Wahlgang | 1. Wahlgang | 2. Wahlgang | 2. Wahlgang |
| Kandidaten                                                            | Kandidaten              | Parteien                                    | Stimmen     | %           | Stimmen     | %           |
| --------------------------------------------------------------------- | ----------------------- | ------------------------------------------- | ----------- | ----------- | ----------- | ----------- |
|                                                                       | Christine Boutingewählt | UMP – Union pour la majorité présidentielle | 20.674      | 32,5        | 31.342      | 56,3        |
|                                                                       | Didier Fischer          | SOC – Parti socialiste – PRG                | 16.318      | 25,6        | 24.339      | 43,7        |
|                                                                       | Alain Bricault          | DVD – Union pour la démocratie française    | 9.886       | 15,5        |             |             |
|                                                                       | Philippe Chevrier       | FN – Front national                         | 6.341       | 10,0        |             |             |
|                                                                       | Anny Poursinoff         | VEC – Les Verts                             | 2.256       | 3,5         |             |             |
|                                                                       | Luc Miserey             | COM – Parti communiste français             | 1.555       | 2,4         |             |             |
|                                                                       | Emmanuelle Bour         | DIV – Energies démocrates                   | 1.127       | 1,8         |             |             |
|                                                                       | Jean-Luc Trotignon      | PREP – Pôle républicain                     | 926         | 1,5         |             |             |
|                                                                       | Lionel David            | ECO – Le Trèfle                             | 840         | 1,3         |             |             |
|                                                                       | Emmanuel Désert         | ECO – Cap21                                 | 732         | 1,1         |             |             |
|                                                                       | Alain Didelot           | DVD – Unabh.                                | 586         | 0,9         |             |             |
|                                                                       | Christiane Duprey       | LO – Lutte Ouvrière                         | 582         | 0,9         |             |             |
|                                                                       | Michel Manas            | CPNT – Chasse, pêche, nature et traditions  | 578         | 0,9         |             |             |
|                                                                       | Jocelyne Malghem        | MNR – Mouvement national républicain        | 461         | 0,7         |             |             |
|                                                                       | Francis Vincenti        | EXG – Les Alternatifs                       | 457         | 0,7         |             |             |
|                                                                       | Bertrand Sicard         | ECO – Mouvement écologiste indépendant      | 337         | 0,5         |             |             |
| Gesamt                                                                | Gesamt                  | Gesamt                                      | 63.656      | 100         | 55.681      | 100         |
|                                                                       |                         |                                             |             |             |             |             |
| Ungültige Stimmen                                                     | Ungültige Stimmen       | Ungültige Stimmen                           | 939         | 1,5         | 2.760       | 4,7         |
| Wähler                                                                | Wähler                  | Wähler                                      | 64.595      | 67,8        | 58.441      | 61,4        |
| Wahlberechtigte                                                       | Wahlberechtigte         | Wahlberechtigte                             | 95.220      |             | 95.212      |             |
|                                                                       |                         |                                             |             |             |             |             |
| Quellen: Innenministerium, Ergebnis – Assemblée nationale, Kandidaten |                         |                                             |             |             |             |             |

#### Parlamentswahl 2007
| Kandidaten               | Kandidaten              | Parteien                                                      | 1. Wahlgang | 1. Wahlgang | 2. Wahlgang | 2. Wahlgang |
| Kandidaten               | Kandidaten              | Parteien                                                      | Stimmen     | %           | Stimmen     | %           |
| ------------------------ | ----------------------- | ------------------------------------------------------------- | ----------- | ----------- | ----------- | ----------- |
|                          | Christine Boutingewählt | UMP – Union pour un mouvement populaire                       | 31.614      | 49,2        | 33.583      | 58,4        |
|                          | Didier Fischer          | SOC – Parti socialiste                                        | 13.777      | 21,5        | 23.949      | 41,6        |
|                          | Pierre Le Guerinel      | UDFD – Union pour la démocratie française/Mouvement démocrate | 7.347       | 11,4        |             |             |
|                          | Anny Poursinoff         | VEC – Les Verts                                               | 2.434       | 3,8         |             |             |
|                          | Philippe Chevrier       | FN – Front national                                           | 2.287       | 3,6         |             |             |
|                          | Danielle Atlan          | EXG – Ligue communiste révolutionnaire                        | 1.482       | 2,3         |             |             |
|                          | Valérie Jeannot         | COM – Parti communiste français                               | 1.248       | 1,9         |             |             |
|                          | Yves Pagot              | ECO – Génération écologie                                     | 914         | 1,4         |             |             |
|                          | Jocelyne Malghem        | MPF – Mouvement pour la France                                | 806         | 1,3         |             |             |
|                          | Josette Bednar-Duche    | ECO – Le Trèfle                                               | 742         | 1,2         |             |             |
|                          | Joseph Dugast           | DIV – Unabh.                                                  | 510         | 0,8         |             |             |
|                          | Christiane Duprey       | EXG – Lutte Ouvrière                                          | 423         | 0,7         |             |             |
|                          | Michel Gobillon         | DIV – Unabh.                                                  | 366         | 0,6         |             |             |
|                          | Marie-Thérèse Gade      | EXD – Unabh.                                                  | 263         | 0,4         |             |             |
|                          | Mariama Jabbie          | DVD – Unabh.                                                  | 0           | 0,0         |             |             |
| Gesamt                   | Gesamt                  | Gesamt                                                        | 64.213      | 100         | 57.532      | 100         |
|                          |                         |                                                               |             |             |             |             |
| Ungültige Stimmen        | Ungültige Stimmen       | Ungültige Stimmen                                             | 992         | 1,5         | 2.035       | 3,4         |
| Wähler                   | Wähler                  | Wähler                                                        | 65.205      | 64,4        | 59.567      | 58,9        |
| Wahlberechtigte          | Wahlberechtigte         | Wahlberechtigte                                               | 101.199     |             | 101.190     |             |
|                          |                         |                                                               |             |             |             |             |
| Quelle: Innenministerium |                         |                                                               |             |             |             |             |

#### Nachwahl 2009
- Die Wahl fand am 20.–27. September statt.

| Kandidaten               | Kandidaten                   | Parteien                                | 1. Wahlgang | 1. Wahlgang | 2. Wahlgang | 2. Wahlgang |
| Kandidaten               | Kandidaten                   | Parteien                                | Stimmen     | %           | Stimmen     | %           |
| ------------------------ | ---------------------------- | --------------------------------------- | ----------- | ----------- | ----------- | ----------- |
|                          | Jean-Frédéric Poissongewählt | UMP – Union pour un mouvement populaire | 9.993       | 43,9        | 12.804      | 50,0        |
|                          | Anny Poursinoff              | VEC – Les Verts                         | 4.583       | 20,2        | 12.799      | 50,0        |
|                          | Françoise Pelissolo          | SOC – Parti socialiste                  | 2.829       | 12,4        |             |             |
|                          | Georges-Claude Mougeot       | DVG – Unabh.                            | 2.180       | 9,6         |             |             |
|                          | Vincent Liechti              | COM – Parti communiste français         | 1.073       | 4,7         |             |             |
|                          | Philippe Chevrier            | FN – Front national                     | 916         | 4,0         |             |             |
|                          | Myriam Baeckeroot            | EXD – Parti de la France                | 701         | 3,1         |             |             |
|                          | Maxime Rouquet               | DIV – Parti Pirate                      | 469         | 2,1         |             |             |
| Gesamt                   | Gesamt                       | Gesamt                                  | 22.744      | 100         | 25.603      | 100         |
|                          |                              |                                         |             |             |             |             |
| Ungültige Stimmen        | Ungültige Stimmen            | Ungültige Stimmen                       | 470         | 2,0         | 909         | 3,4         |
| Wähler                   | Wähler                       | Wähler                                  | 23.214      | 22,8        | 26.512      | 26,0        |
| Wahlberechtigte          | Wahlberechtigte              | Wahlberechtigte                         | 101.998     |             | 102.005     |             |
|                          |                              |                                         |             |             |             |             |
| Quelle: Innenministerium |                              |                                         |             |             |             |             |

#### Nachwahl 2010
- Die Wahl fand am 4.–11. Juli statt.

| Kandidaten               | Kandidaten             | Parteien                                           | 1. Wahlgang | 1. Wahlgang | 2. Wahlgang | 2. Wahlgang |
| Kandidaten               | Kandidaten             | Parteien                                           | Stimmen     | %           | Stimmen     | %           |
| ------------------------ | ---------------------- | -------------------------------------------------- | ----------- | ----------- | ----------- | ----------- |
|                          | Anny Poursinoffgewählt | VEC – Europe Écologie Les Verts – Parti socialiste | 11.420      | 42,6        | 15.109      | 51,7        |
|                          | Jean-Frédéric Poisson  | UMP – Parti chrétien-démocrate – UMP – MPF – CNIP  | 10.909      | 40,7        | 14.104      | 48,3        |
|                          | Philippe Chevrier      | FN – Front national                                | 2.004       | 7,5         |             |             |
|                          | Vincent Liechti        | COM – Parti communiste français                    | 1.085       | 4,0         |             |             |
|                          | Michel Finck           | NC – Nouveau Centre                                | 854         | 3,2         |             |             |
|                          | Guillaume Sebileau     | DIV – Unabh.                                       | 348         | 1,3         |             |             |
|                          | Maxime Rouquet         | DIV – Parti Pirate                                 | 178         | 0,7         |             |             |
| Gesamt                   | Gesamt                 | Gesamt                                             | 26.798      | 100         | 29.213      | 100         |
|                          |                        |                                                    |             |             |             |             |
| Ungültige Stimmen        | Ungültige Stimmen      | Ungültige Stimmen                                  | 406         | 1,5         | 699         | 2,3         |
| Wähler                   | Wähler                 | Wähler                                             | 27.204      | 26,8        | 29.912      | 29,4        |
| Wahlberechtigte          | Wahlberechtigte        | Wahlberechtigte                                    | 101.682     |             | 101.677     |             |
|                          |                        |                                                    |             |             |             |             |
| Quelle: Innenministerium |                        |                                                    |             |             |             |             |

## Seit 2010

### Wahlkreisgebiet
- Découpage électoral: Ordonnanz n° 2009-935 vom 29. Juli 2009[2] (Ratifikation: Gesetz n° 2010-165 vom 23. Februar 2010[3]) – Keine territorialen Änderungen.
- Redécoupage cantonal: Dekret vom 21. Februar 2014.[4]

### Ergebnisse

#### Parlamentswahl 2012
| Kandidaten               | Kandidaten                   | Parteien                                          | 1. Wahlgang | 1. Wahlgang | 2. Wahlgang | 2. Wahlgang |
| Kandidaten               | Kandidaten                   | Parteien                                          | Stimmen     | %           | Stimmen     | %           |
| ------------------------ | ---------------------------- | ------------------------------------------------- | ----------- | ----------- | ----------- | ----------- |
|                          | Jean-Frédéric Poissongewählt | UMP – Parti chrétien-démocrate – UMP – MPF – CNIP | 18.357      | 34,6        | 28.043      | 53,7        |
|                          | Anny Poursinoff              | VEC – Les Écologistes – Parti socialiste          | 18.369      | 34,7        | 24.224      | 46,3        |
|                          | Philippe Chevrier            | FN – Front national                               | 6.268       | 11,8        |             |             |
|                          | Claire Vignaud               | FG – Front de gauche (Parti communiste français)  | 2.448       | 4,6         |             |             |
|                          | François de La Villardière   | DVD – Unabh.                                      | 2.322       | 4,4         |             |             |
|                          | Michel Lhémery               | CEN – Mouvement démocrate                         | 1.594       | 3,0         |             |             |
|                          | Maxime Rouquet               | AUT – Parti Pirate                                | 966         | 1,8         |             |             |
|                          | Géraldine Squenel            | ALLI – Alliance centriste                         | 863         | 1,6         |             |             |
|                          | Yann Gautier                 | DVD – Unabh.                                      | 689         | 1,3         |             |             |
|                          | Michel Gobillon              | ECO – Alliance écologiste indépendante            | 651         | 1,2         |             |             |
|                          | Florence Bedague             | EXG – Lutte Ouvrière                              | 210         | 0,4         |             |             |
|                          | Cyrille Saint-Mleux          | DVD – Unabh.                                      | 131         | 0,2         |             |             |
|                          | Claude Normand               | EXG – Nouveau Parti anticapitaliste               | 118         | 0,2         |             |             |
| Gesamt                   | Gesamt                       | Gesamt                                            | 52.986      | 100         | 52.267      | 100         |
|                          |                              |                                                   |             |             |             |             |
| Ungültige Stimmen        | Ungültige Stimmen            | Ungültige Stimmen                                 | 590         | 1,1         | 1.249       | 2,3         |
| Wähler                   | Wähler                       | Wähler                                            | 53.576      | 61,7        | 53.516      | 61,7        |
| Wahlberechtigte          | Wahlberechtigte              | Wahlberechtigte                                   | 86.791      |             | 86.778      |             |
|                          |                              |                                                   |             |             |             |             |
| Quelle: Innenministerium |                              |                                                   |             |             |             |             |

#### Parlamentswahl 2017
| Kandidaten               | Kandidaten            | Parteien                                                           | 1. Wahlgang | 1. Wahlgang | 2. Wahlgang | 2. Wahlgang |
| Kandidaten               | Kandidaten            | Parteien                                                           | Stimmen     | %           | Stimmen     | %           |
| ------------------------ | --------------------- | ------------------------------------------------------------------ | ----------- | ----------- | ----------- | ----------- |
|                          | Aurore Bergégewählt   | REM – La République en marche                                      | 23.009      | 46,6        | 25.868      | 64,7        |
|                          | Jean-Frédéric Poisson | DVD – Parti chrétien-démocrate – Les Républicains                  | 9.434       | 19,1        | 14.084      | 35,3        |
|                          | Benjamin Nicoletta    | FI – La France insoumise                                           | 4.341       | 8,8         |             |             |
|                          | François Le Hot       | FN – Front national                                                | 3.902       | 7,9         |             |             |
|                          | David Jutier          | ECO – Europe Écologie Les Verts                                    | 2.479       | 5,0         |             |             |
|                          | Jean-Claude Husson    | SOC – Parti socialiste                                             | 2.391       | 4,8         |             |             |
|                          | Joël Boche            | DLF – Debout la France                                             | 805         | 1,6         |             |             |
|                          | Corinne Auribault     | COM – Parti communiste français                                    | 530         | 1,1         |             |             |
|                          | Laure Gall            | ECO – Parti antispéciste citoyen pour la transparence et l’ethique | 518         | 1,0         |             |             |
|                          | Audrey Cuny           | DIV – Union populaire républicaine                                 | 438         | 0,9         |             |             |
|                          | Frédéric Fonsalas     | DVD – 577 – Les Indépendants                                       | 388         | 0,8         |             |             |
|                          | Philippe Chevrier     | EXD – Front libéré                                                 | 335         | 0,7         |             |             |
|                          | Marie-Thérèse Mantoni | DVG – Nouvelle Donne                                               | 306         | 0,6         |             |             |
|                          | Marielle Saulnier     | EXG – Lutte Ouvrière                                               | 245         | 0,5         |             |             |
|                          | Laurent Burçon        | DVD – Parti libéral démocrate                                      | 221         | 0,4         |             |             |
| Gesamt                   | Gesamt                | Gesamt                                                             | 49.342      | 100         | 39.952      | 100         |
|                          |                       |                                                                    |             |             |             |             |
| Leere Stimmzettel        | Leere Stimmzettel     | Leere Stimmzettel                                                  | 546         | 1,1         | 2.627       | 6,0         |
| Ungültige Stimmzettel    | Ungültige Stimmzettel | Ungültige Stimmzettel                                              | 169         | 0,3         | 861         | 2,0         |
| Wähler                   | Wähler                | Wähler                                                             | 50.057      | 56,4        | 43.440      | 48,9        |
| Wahlberechtigte          | Wahlberechtigte       | Wahlberechtigte                                                    | 88.769      |             | 88.764      |             |
|                          |                       |                                                                    |             |             |             |             |
| Quelle: Innenministerium |                       |                                                                    |             |             |             |             |

#### Parlamentswahl 2022
| Kandidaten               | Kandidaten            | Parteien                                                                   | 1. Wahlgang | 1. Wahlgang | 2. Wahlgang | 2. Wahlgang |
| Kandidaten               | Kandidaten            | Parteien                                                                   | Stimmen     | %           | Stimmen     | %           |
| ------------------------ | --------------------- | -------------------------------------------------------------------------- | ----------- | ----------- | ----------- | ----------- |
|                          | Aurore Bergégewählt   | ENS – Ensemble ! (La République en marche)                                 | 16.727      | 33,4        | 28.169      | 63,3        |
|                          | Cédric Briolais       | NUP – Nouvelle union populaire écologique et sociale (La France insoumise) | 11.030      | 22,0        | 16.355      | 36,7        |
|                          | Anne Cabrit           | LR – Les Républicains                                                      | 8.571       | 17,1        |             |             |
|                          | Thomas du Chalard     | RN – Rassemblement National                                                | 6.482       | 13,0        |             |             |
|                          | Philippe Chevrier     | REC – Reconquête                                                           | 2.926       | 5,8         |             |             |
|                          | Patrice Jacono        | ECO – Tous unis pour le vivant (MÉI – Le Trèfle – MHAN – LMPA – LÉA – FÉ)  | 2.329       | 4,7         |             |             |
|                          | Sylvie Bogaers        | ECO – Parti animaliste                                                     | 824         | 1,6         |             |             |
|                          | Claire Coueignas      | DSV – Debout la France                                                     | 603         | 1,2         |             |             |
|                          | Marielle Saulnier     | DXG – Lutte Ouvrière                                                       | 433         | 0,9         |             |             |
|                          | Michel Bizien         | DXG – Parti ouvrier indépendant                                            | 113         | 0,2         |             |             |
| Gesamt                   | Gesamt                | Gesamt                                                                     | 50.038      | 100         | 44.524      | 100         |
|                          |                       |                                                                            |             |             |             |             |
| Leere Stimmzettel        | Leere Stimmzettel     | Leere Stimmzettel                                                          | 524         | 1,0         | 2.675       | 5,5         |
| Ungültige Stimmzettel    | Ungültige Stimmzettel | Ungültige Stimmzettel                                                      | 188         | 0,4         | 1.019       | 2,1         |
| Wähler                   | Wähler                | Wähler                                                                     | 50.750      | 55,4        | 48.218      | 52,7        |
| Wahlberechtigte          | Wahlberechtigte       | Wahlberechtigte                                                            | 91.538      |             | 91.550      |             |
|                          |                       |                                                                            |             |             |             |             |
| Quelle: Innenministerium |                       |                                                                            |             |             |             |             |

#### Parlamentswahl 2024
| Kandidaten               | Kandidaten             | Parteien                                           | 1. Wahlgang | 1. Wahlgang | 2. Wahlgang | 2. Wahlgang |
| Kandidaten               | Kandidaten             | Parteien                                           | Stimmen     | %           | Stimmen     | %           |
| ------------------------ | ---------------------- | -------------------------------------------------- | ----------- | ----------- | ----------- | ----------- |
|                          | Aurore Bergégewählt    | ENS – Ensemble pour la République (Renaissance)    | 22.367      | 33,6        | 32.048      | 49,0        |
|                          | Thomas du Chalard      | RN – Rassemblement National                        | 18.795      | 28,2        | 21.035      | 32,2        |
|                          | Cédric Briolais        | UG – Nouveau Front populaire (La France insoumise) | 14.918      | 22,4        | 12.255      | 18,8        |
|                          | Gaël Barbotin          | LR – Les Républicains                              | 5.797       | 8,7         |             |             |
|                          | Julien Gautrelet       | RDG – Parti radical de gauche                      | 2.260       | 3,4         |             |             |
|                          | Ethel Fournier-Campion | ECO – Équinoxe                                     | 1.141       | 1,7         |             |             |
|                          | Olivier Gousseau       | REC – Reconquête                                   | 894         | 1,3         |             |             |
|                          | Hélène Janisset        | EXG – Lutte Ouvrière                               | 421         | 0,6         |             |             |
| Gesamt                   | Gesamt                 | Gesamt                                             | 66.593      | 100         | 65.338      | 100         |
|                          |                        |                                                    |             |             |             |             |
| Leere Stimmzettel        | Leere Stimmzettel      | Leere Stimmzettel                                  | 872         | 1,3         | 1.338       | 2,0         |
| Ungültige Stimmzettel    | Ungültige Stimmzettel  | Ungültige Stimmzettel                              | 326         | 0,5         | 388         | 0,6         |
| Wähler                   | Wähler                 | Wähler                                             | 67.791      | 73,3        | 67.064      | 72,5        |
| Wahlberechtigte          | Wahlberechtigte        | Wahlberechtigte                                    | 92.480      |             | 92.504      |             |
|                          |                        |                                                    |             |             |             |             |
| Quelle: Innenministerium |                        |                                                    |             |             |             |             |